# La Condamine-Châtelard
La Condamine-Châtelard település Franciaországban, Alpes-de-Haute-Provence megyében. Lakosainak száma 156 fő (2022. január 1.). La Condamine-Châtelard Faucon-de-Barcelonnette, Jausiers, Saint-Paul-sur-Ubaye, Saint-Pons, Crévoux, Les Orres és Val-d'Oronaye községekkel határos.

## Népesség
A település népességének változása:
| Lakosok száma | 200  | 198  | 168  | 148  | 203  | 172  | 155  | 149  | 151  | 156  |
|               | 1968 | 1982 | 1990 | 2006 | 2013 | 2015 | 2017 | 2019 | 2020 | 2022 |